# Szent Mihály-templom (Sopron)
A Szent Mihály-templom Sopron legrégebbi plébániatemploma. Igen fontos forgalmiút mentén, Szentmihálydomb városrészben fekszik. A kora középkori szokásoknak megfelelően, temetőben épült a 13. században a tatárjárás előtt, így az erődített városfalon (Belváros) kívülre került. Az eredetileg román stílusban épült templomot a 15. században építették át gótikus stílusban. Az 1728-as soproni tűzvészt követően barokk átépítésen esett át, majd Storno Ferenc volt az aki a barokk jellegzetességeket eltávolítva, neogótikus stílusban alakította át a templomot. Mára Magyarország egyik legjelentősebb gótikus temploma.
2020. novemberében készült el a több mint 700 éves templom teljes restaurációja. Új cseréptetőt kapott, valamit több szobrot és a kő padlóburkolatot is restaurálták.

## Története

### Árpád-kor
A Mihály arkangyal tiszteletére szentelt templom eredeti épületét a 13. században emelték román stílusban. A Szent István korában épült templomot vályogból és fából építhették, mint abban az időben máshol is. Egyes kutatók felvetése szerint, ezen a helyen egykor a keresztény avarok temploma állhatott. Ennek helyére épülhetett a torony és templomhajó, amikor Sopron városa Szabad királyi város címet kapott. Mai tudásanyagunk egészen 1278-ig vezethető vissza. Innentől kezdve ismerjük a papok névsorát. A templom mellett helyezkedik el a Szent Mihály-temető. Ezt már a rómaiak is használták, majd a középkorban szintén zajlottak itt temetések. A fallal körülvett temető sírjait exhumálták, miután megtelt, bővíteni pedig nem lehetett. Az ott található csontokat a 13. században osszáriumban, a Szent Jakab kápolnában helyezték el.

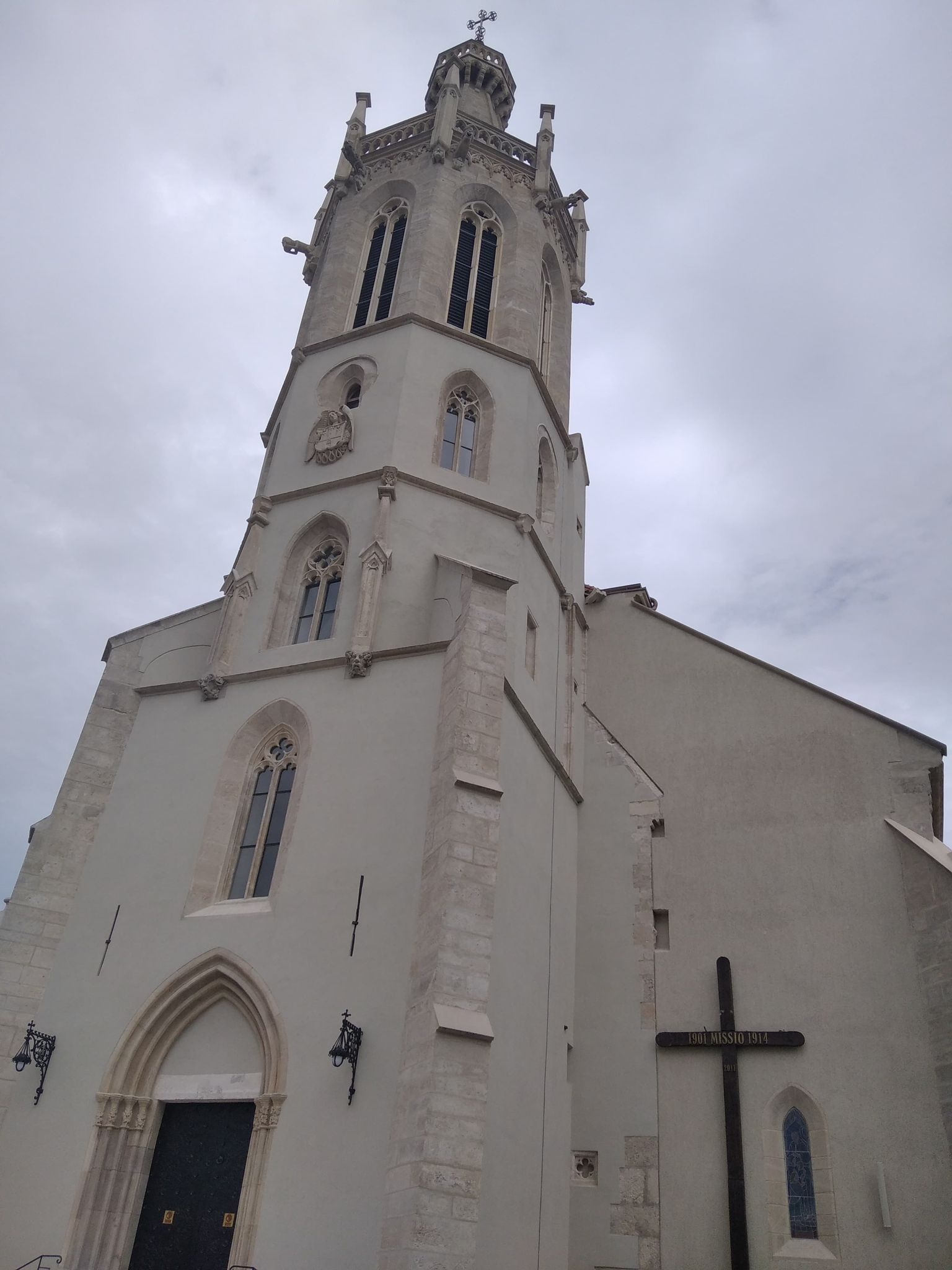
A főhomlokzat

Feltűnő módon az épület a középkori Belváros várfalain kívül épült. Erre az a magyarázat, hogy egy alacsony létszámú falu lehetett a templom körül,  amely a királyi várral közvetlen szomszédságban volt. Plébániatemplomok ekkor nem is nagyon épültek még a várfalon belül.
Szent László hozott arról rendeletet, hogy építsék újjá a megyéspüspökök a pusztulásnak induló templomokat maradandóbb anyagokból. Sokkal maradandóbnak bizonyultak a kőből épültek.
Ellenséges hadak támadása, vagy esetleg háború esetén, az épület a vallási funkciója mellett, az emberek biztonságát úgyszintén szolgálta. A temető köré kőfalat építettek, a templom vastag, zömök falaiba pedig lőréseket fúrtak. A vaskos torony középső részén pilléres körfolyosó található. Innen védekezni lehetett a támadókkal szemben. A torony legtetején is található egy ilyen körfolyosó. Itt teljesített szolgálatot a toronyőr. Itteni szolgálata különösen addig volt fontos, amíg meg nem épült a soproni Tűztorony felső reneszánsz része. (15. század)

### Mátyás király idején
A 15. században gótikus stílusban építették át a templomot. 1450-től kezdődően építették hozzá a kereszthajót és a szentélyt. A mai méretét 1484-ben érte el. Egyes feltételezések szerint a templom felszentelésén, még maga Mátyás király is részt vett. A budapesti Mátyás templom után, az ország legjelentősebb gótikus épülete.
A templomtorony több átépítésen is átesett, utoljára 1979 és 1983 között. Az épitőanyagnak szánt köveket Burgenlandból, Szentmargitbányáról szállították. A négyszögletes alsó rész, valamint a nyolcszögletes második és harmadik emelet a 13. században épült. A nagy kőrácsos ablakok szinte nyitottá teszik a torony negyedik emeletét. E szint felett fut körbe a kőerkély, amiből nő ki a nyolcszögletű kősisak.

### Újkor
1534-ben, mikor a török csapatok Bécs felé igyekezve közel kerültek a városhoz, a soproniak a templomot le akarták rombolni. Attól tartottak ugyanis, hogy a templomtornyból az ellenség be tud lőni a várba. A templom lerombolását végül az épület két papja akadályozta meg. Határozott fellépésük mentette meg az épületet. 1567-1584-ig az épületet egyaránt közösen használták a katolikusok és a protestánsok. Bocskai István hajdúserege 1605-ben feldúlta a templomot. 1608-ban a protestánsok teljesen lefoglalták. Egészen 1674-ig ők használták, ezután került újra vissza a Városplébánia tulajdonába. Az 1676-os nagy soproni tűzvészben megmenekült az épület, de 1728-ban a tetőzet leégett. Mátyás király idején 20 oltárral rendelkezhetett (céh oltárok). Az 1608 után a képromboló mozgalomban, a templom felbecsülhetetlen értékű gótikus szobrait kidobálták és felgyújtották. Ezután került barokk stílusú berendezés az épületbe. A barokk berendezést 1864-ben eladták. Az itt eltemetett előkelőknek barokk síremlékeit pedig Sopron múzeumának adták. A jelenlegi neogótikus berendezést id. Storno Ferenc készítette. 

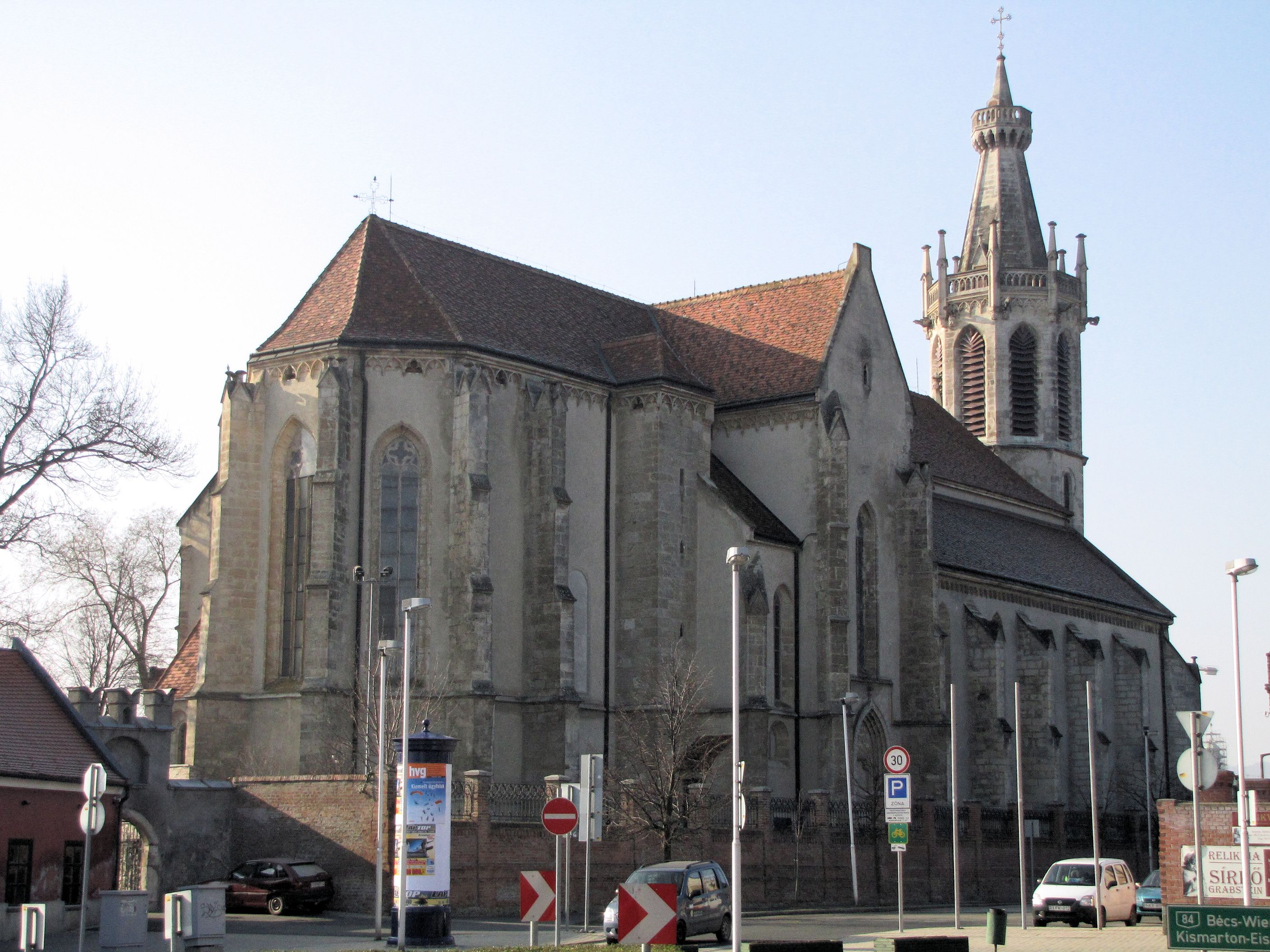
A templom a szentély felől

### Jelen
Nagyszabású restauráción esett át a teljes templom 2018 és 2020 között. A munkálatok 2020 végén fejeződtek be. Többek között új cseréptetőt kapott, teljes felújításon esett át a kőhomlokzat, a padlóburkolat, továbbá helyreállították a vörösréz díszítőelemeket. Valamint restauráláson ment keresztül az épület orgonája. Helyreállították és modernizálták a berendezéseket. Emellett szobrászati felújítást végeztek, továbbá számos más munkával együtt mintegy 1500 m2 falfestésre került sor.

## Építészet
Az épület 15. századi szobrokat és falképeket is őriz.
A nyugati homlokzaton emelkedő torony alsó szintje jól láthatóan középkori, viszont a bejárat kerete 19. századi, miként a felső szint is a nagy kőrácsos és csúcsíves ablakokkal és kőcsipkés, körbefutó erkéllyel. A hajó támpillérei is középkoriak.
A templomban is harmonizáló, de különböző évszázadokban épített részletek váltakoznak: gótikus ülőfülkék és neogótikus árkádok. A főhajót díszítő oszlopfők és konzolok a középkori mester tudását dicsérik, de rajtuk a festés 19. századi.
A kettősség a főhajó szentélyében a legteljesebb: a Storno Ferenc tervezte neogótikus oltárépítmény szerencsésen erősíti az égbe törő gótikus kőbordák lendületét. A nyolcszög alaprajzú, 13. századi Szent Jakab-kápolna mindmáig megőrizte román stílusjegyeit.
Több középkori, 15. századi falfestmény, illetve azok töredékei erősen megújított formában láthatók, az 1460-1470 körül készült fa Madonna-szobor viszont az évszázadok patinája mellett eredeti szépségét is őrzi.
A templom neogótikus berendezését az 1859–1866 közötti helyreállítás idején készítették id. Storno Ferenc tervei szerint. Megőrzött barokk oltárainak képét Altamonte és Troger iskolájának képviselői festették. A templom cintermében őrzött sírkövek között 17. századi, késő reneszánsz munka is látható. Mai alakját a 19. század neogótikus rekonstrukciója formálta.

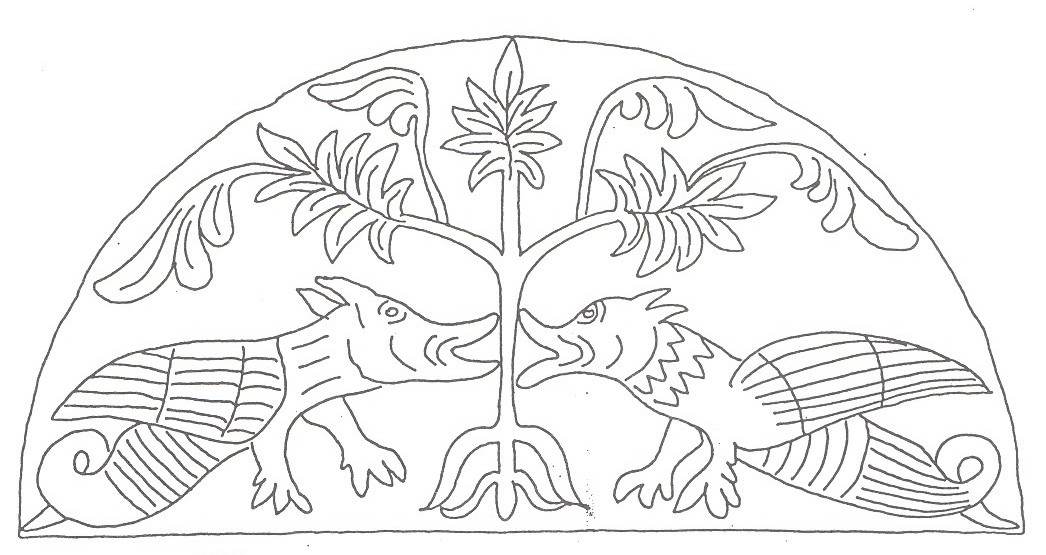
Rajz a soproni Szent Jakab kápolna nevezetes timpanonjáról, ahol sárkányok állnak az életfa mellett.

Ingyenesen, szabadon látogatható.

## Művészeti alkotások
Mátyás király korából egyetlen gótikus művészeti alkotás maradt fenn. Ez nem más mint a fafaragású Szűz Mária szobor. A szobor 1868-ban került vissza a templomba a bécsi Pázmáneumból, Simor János hercegprímás közbenlépésével. A mennyezeten függő monumentális keresztfa Simor János hercegprímás, bíboros ajándéka, amelyet id. Storno Ferenc foglalt neogótikus keretbe.
A bal oldali mellékhajójában helyezkedik el a soproni Keresztelő Szent János templom régi oltárképe. Pejachevich grófok sírkőrészlete, és Primes György városplébános sírköve is található bent az épületben.
A torony alatt nyíló főbejáraton keresztül juthatunk a templom belsejébe. A színes félhomály középkori hangulatot áraszt. A nemes gótika lenyűgözi a látogatókat. Figyelemre méltóak a bordavégződéseknél kifaragott fejek, szinte arcképszerűek. Továbbá említésre méltó még a sekrestye hálóboltozata, amely 1482-ben készült. A bordák végződéseinél levő címerpajzsok festményei Storno Ferenc munkái. A kincstár padlózata egyedülálló. Magyarországon egyedül csak itt található ilyen nagyságban összefüggő kerámiapadló.
A templom berendezése neogótikus, illetve romantikus. Kincstára misekancsókat, szép ezüst kelyheket és egyéb ötvösmunkákat őriz a 16-18. századból.
A templom orgonáját a Rieger orgonagyár készítette 1944-ben, Papp Kálmán városplébános megbízásából.

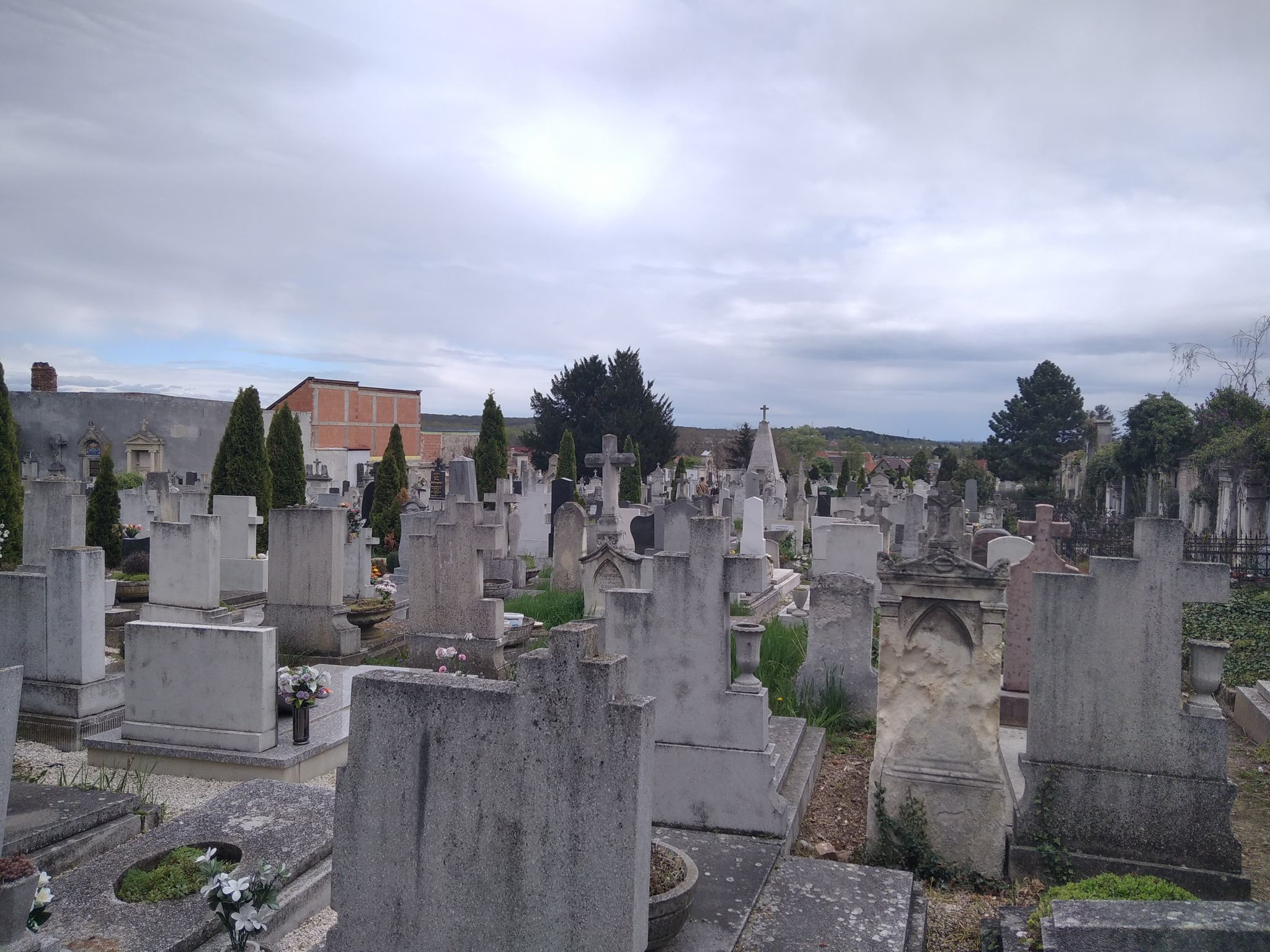
A temető

Mindszenty József ebben a templomban szentelte győri megyéspüspökké Papp Kálmánt az akkori városplébánost, 1946. június 16-án.

## Harangjai
A toronyban 4 harang lakik. Mind a négy harangot Sopron város harangöntő dinasztiájának, a Seltenhofer családnak a tagjai készítettek. Valamennyi harang egyenes jármon függ. A 2902 kg-os nagyharang 1893-ból származik, ez Sopron városának második legnagyobb harangja. A kb. 1650 kg-os és 850 kg-os harangokat 1930-ban, a kb. 320 kg-os kisharangot 1922-ben öntötték Seltenhofer Frigyes fiai harangöntők.
- (1) Mihály harang: 2902 kg, 172,5 cm, B0, Seltenhofer Frigyes fiai, Sopron, 1893.
- (2) Imre harang: 1650 kg, 145,0 cm, cisz1, Seltenhofer Frigyes fiai, Sopron, 1930.
- (3) György harang: 850 kg, 114,3 cm, f1, Seltenhofer Frigyes fiai, Sopron, 1930.
- (4) Nagyasszony harang: 320 kg, 84 cm, a1, Seltenhofer Frigyes fiai, Sopron, 1922.) (Kormos Gyula felmérése alapján)

Vasárnapi harangozási rend:
- 6:00-6:03 – 320 kg (Reggeli harangszó)
- 9:00-9:02 – 1650 kg (Hívogatás)
- 9:15-9:17 – 850 kg (Hívogatás)
- 9:28-9:30 – 850+320 kg (Beharangozás)
- 12:01-12:04 – 1650 kg (Déli harangszó)
- 20:00-20:03 – 850 kg (Esti harangszó)
- 20:03-20:04 – 320 kg (Esti harangszó – lélekharang) A legnagyobb harangot csak ünnepekkor használják.

## Szent Jakab-kápolna
Külön említést érdemel a templom Szent Jakabról elnevezett kápolnája. Részlete egy nyolcszög oldalaival záródó rotund, vagy egykori rotunda. Szent Jakabról elnevezett rotunda kápolna áll a jáki templom előtt is. A rotundák a templomok egy ősibb rétegét képviselik az európai építészetben. A legismertebb rotunda és nagytemplom együttesek a középkori Magyar Királyságban: Ják, Bény; Európában Firenze és Pisa.
Egy másik különleges értéke a Szent Jakab kápolnának ősi kőfaragása a Szent Mihály-templom felé néző kapu timpanonján. Életfa áll középen és annak két oldalán egy egy sárkányfigura áll egymással szemközt. A sárkányfiguráknak két lába és vízilény farka látszik. Szemközt néző két sárkányfigura nálunk Zalaháshágy templomából ismert még, de Eurázsia keleti tájain sokfelé megtalálhatók Mongóliáig, Kínáig és Japánig is. Ismert a két sárkány figurája a viking művészetben is. Az ú.n. Attila szablya pengevájatának berakása is szemközti sárkányokat ábrázol.

## Galéria

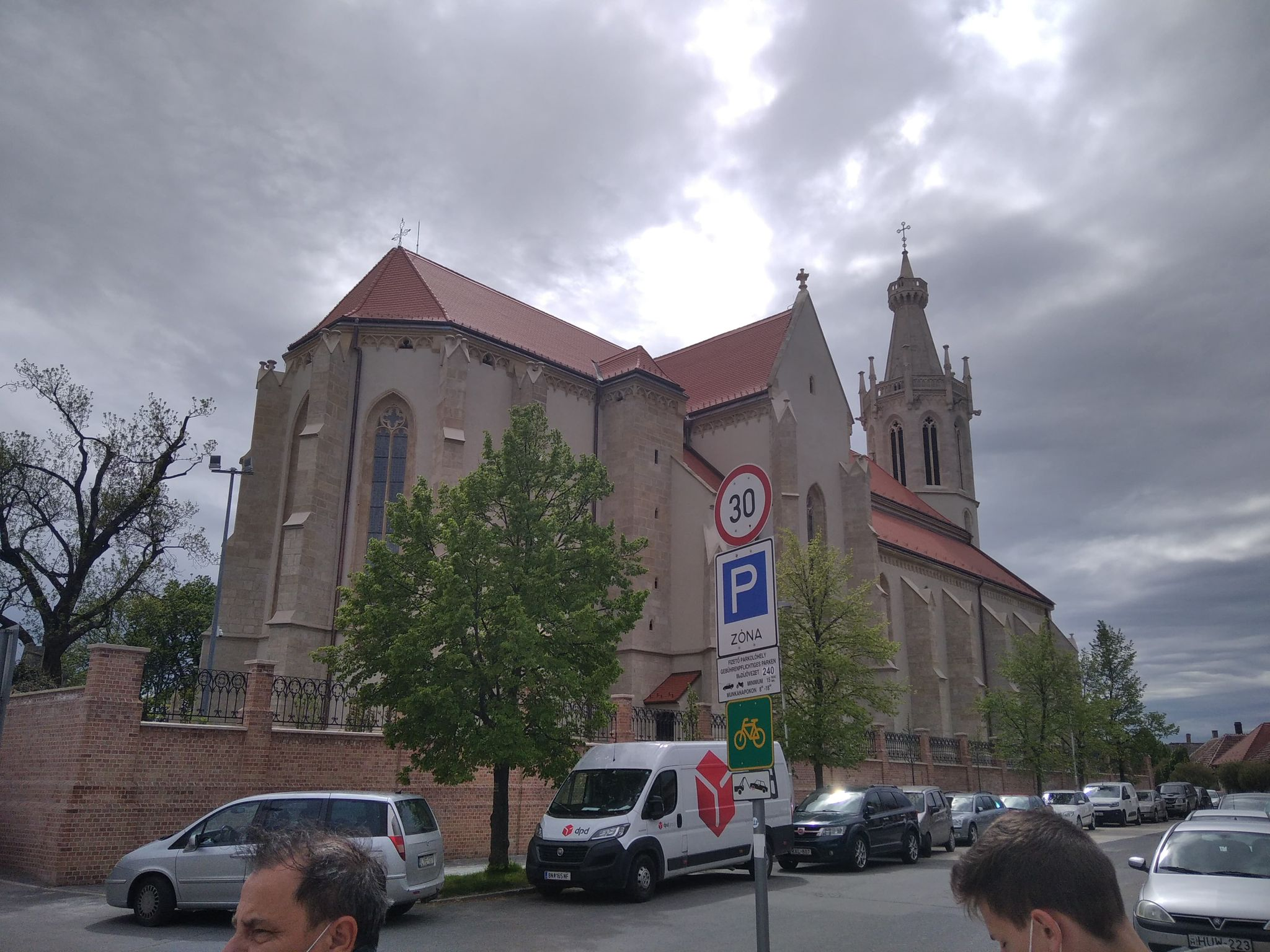
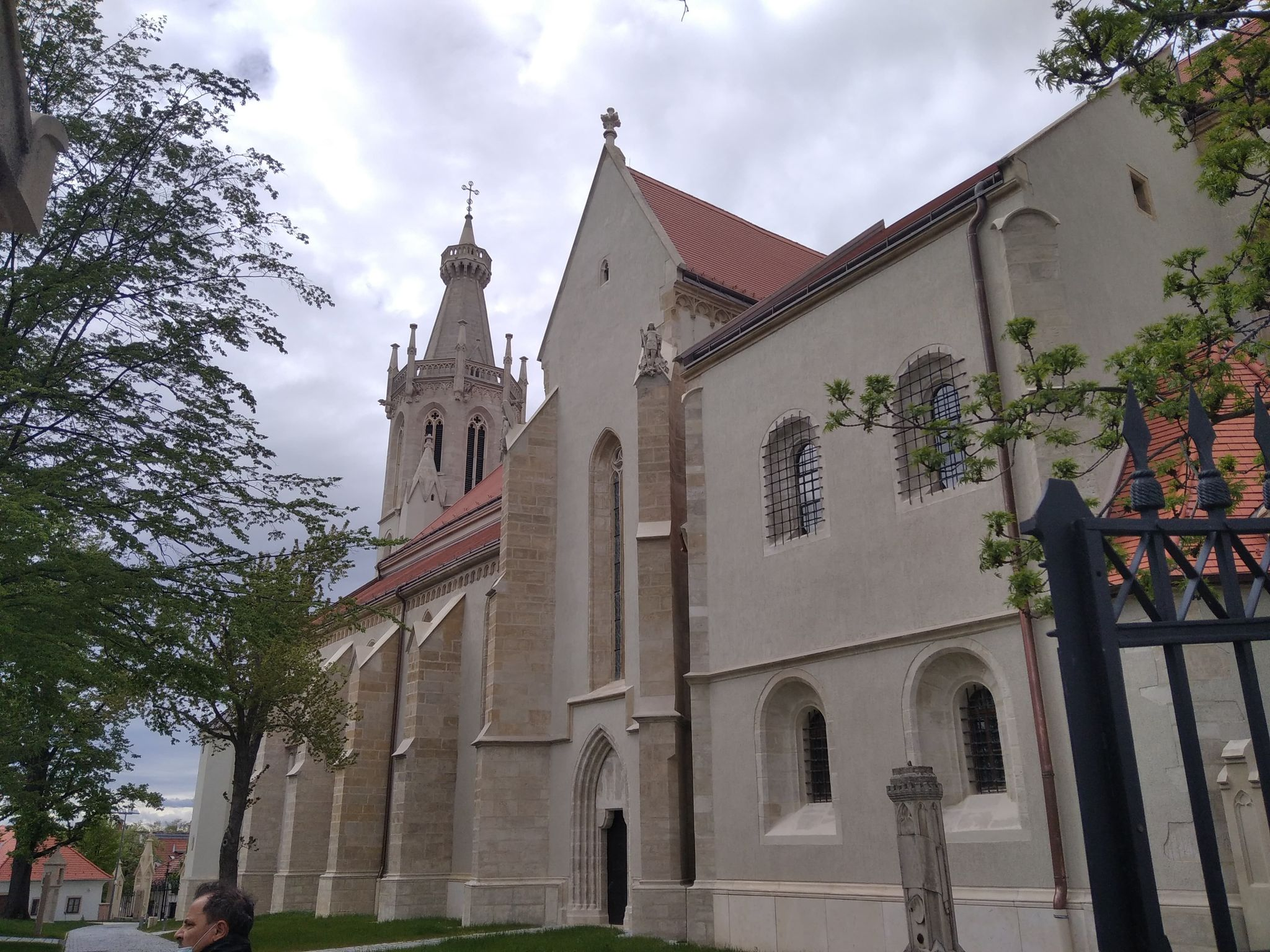
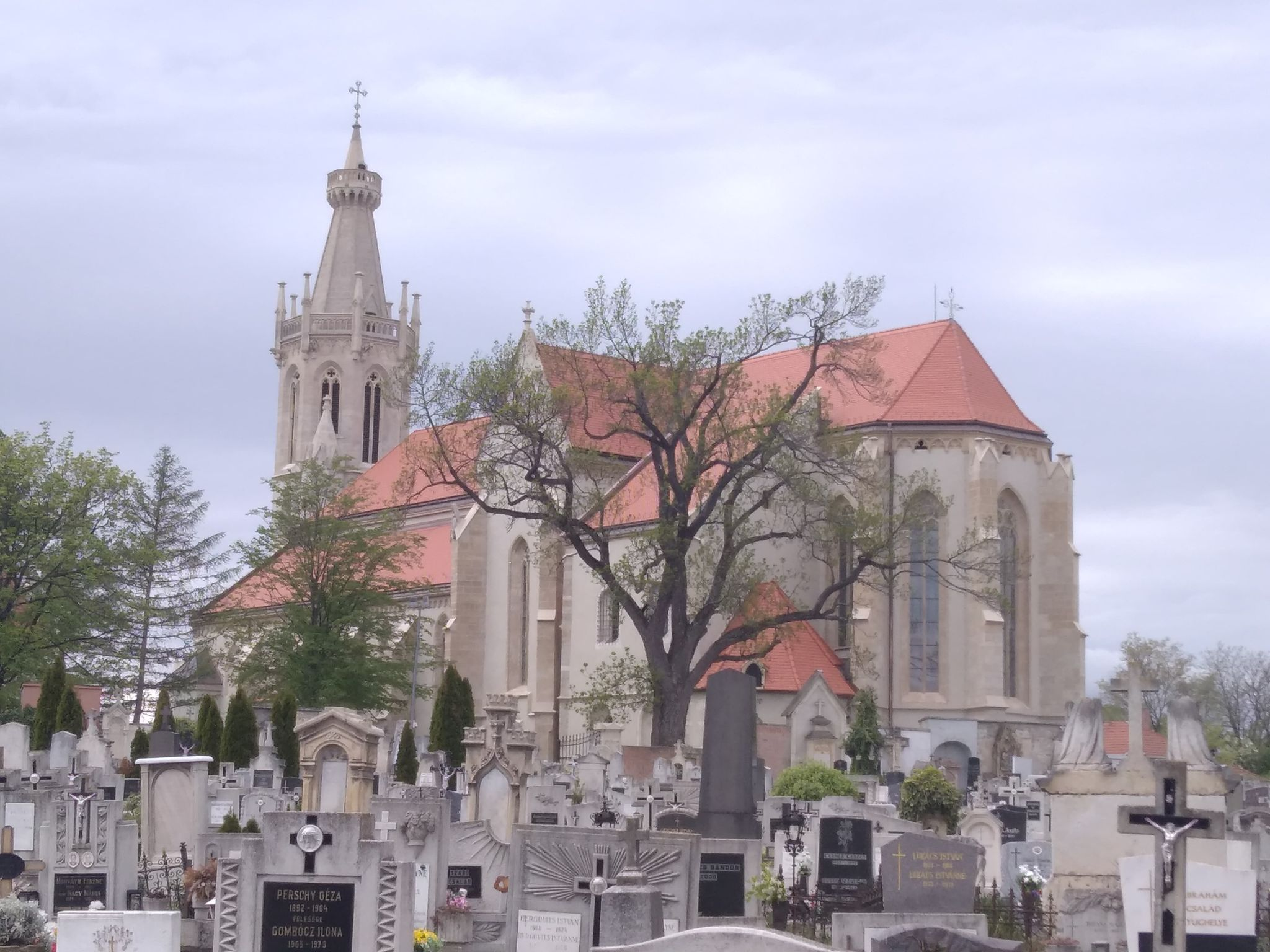
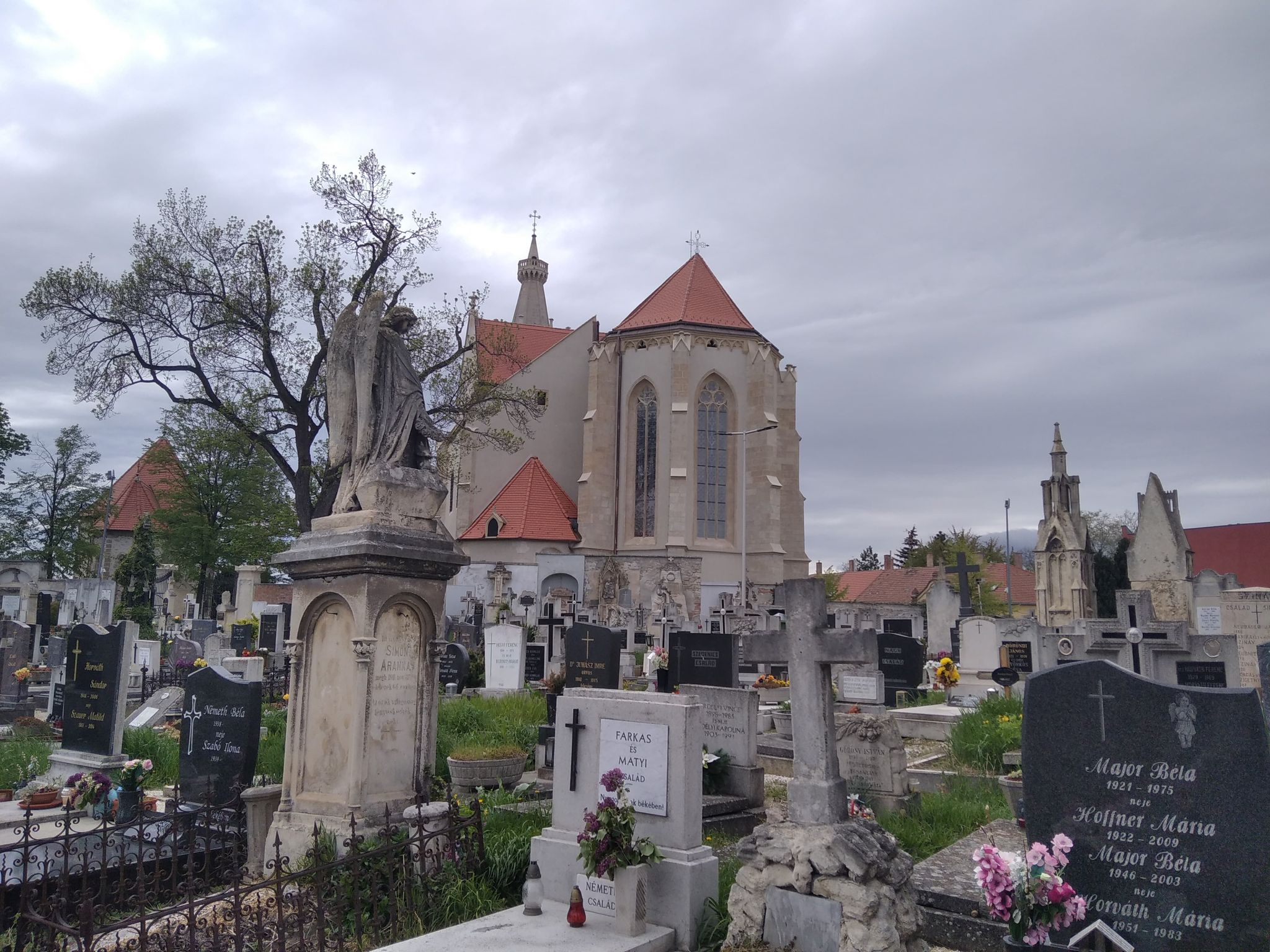
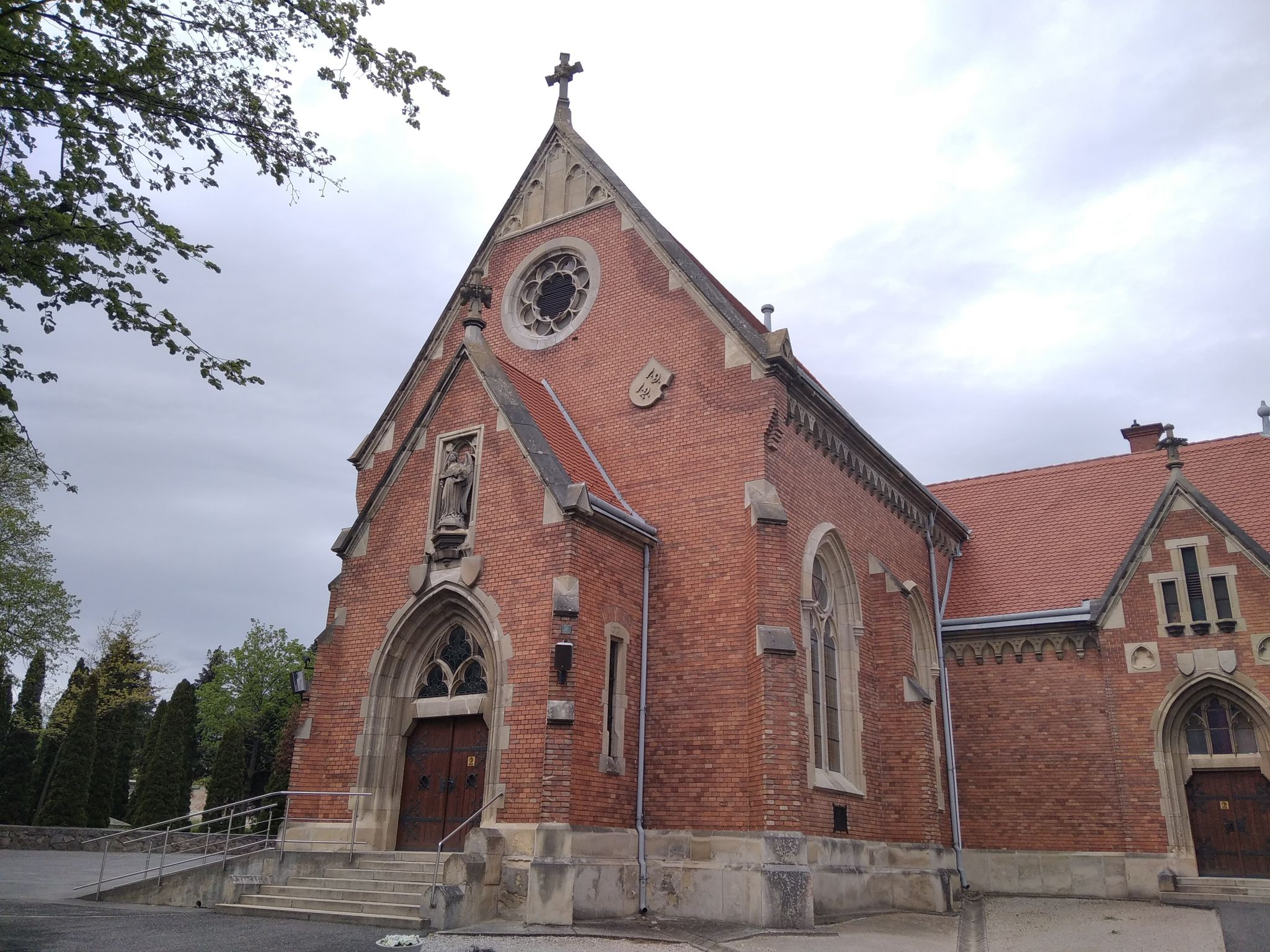
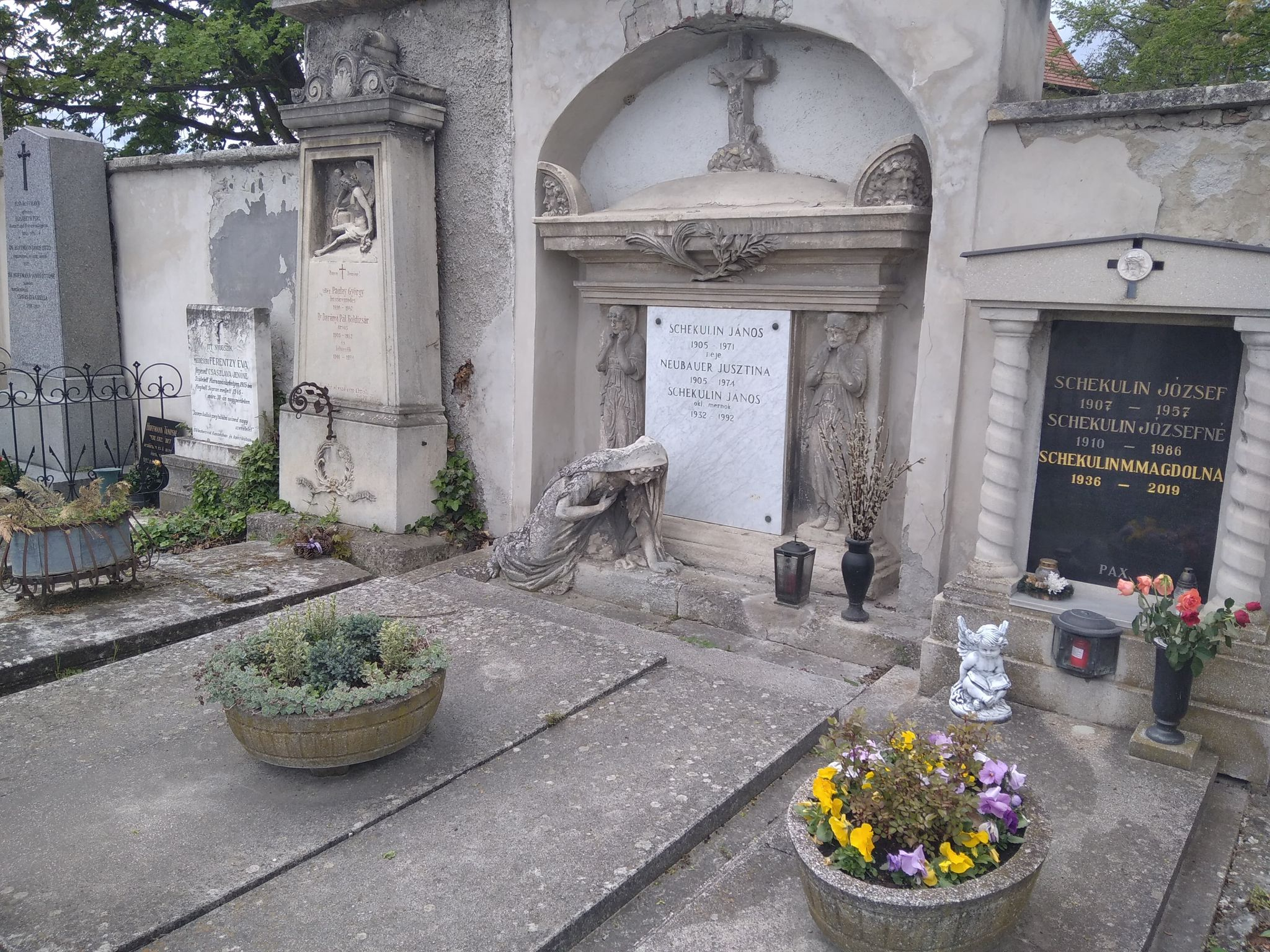
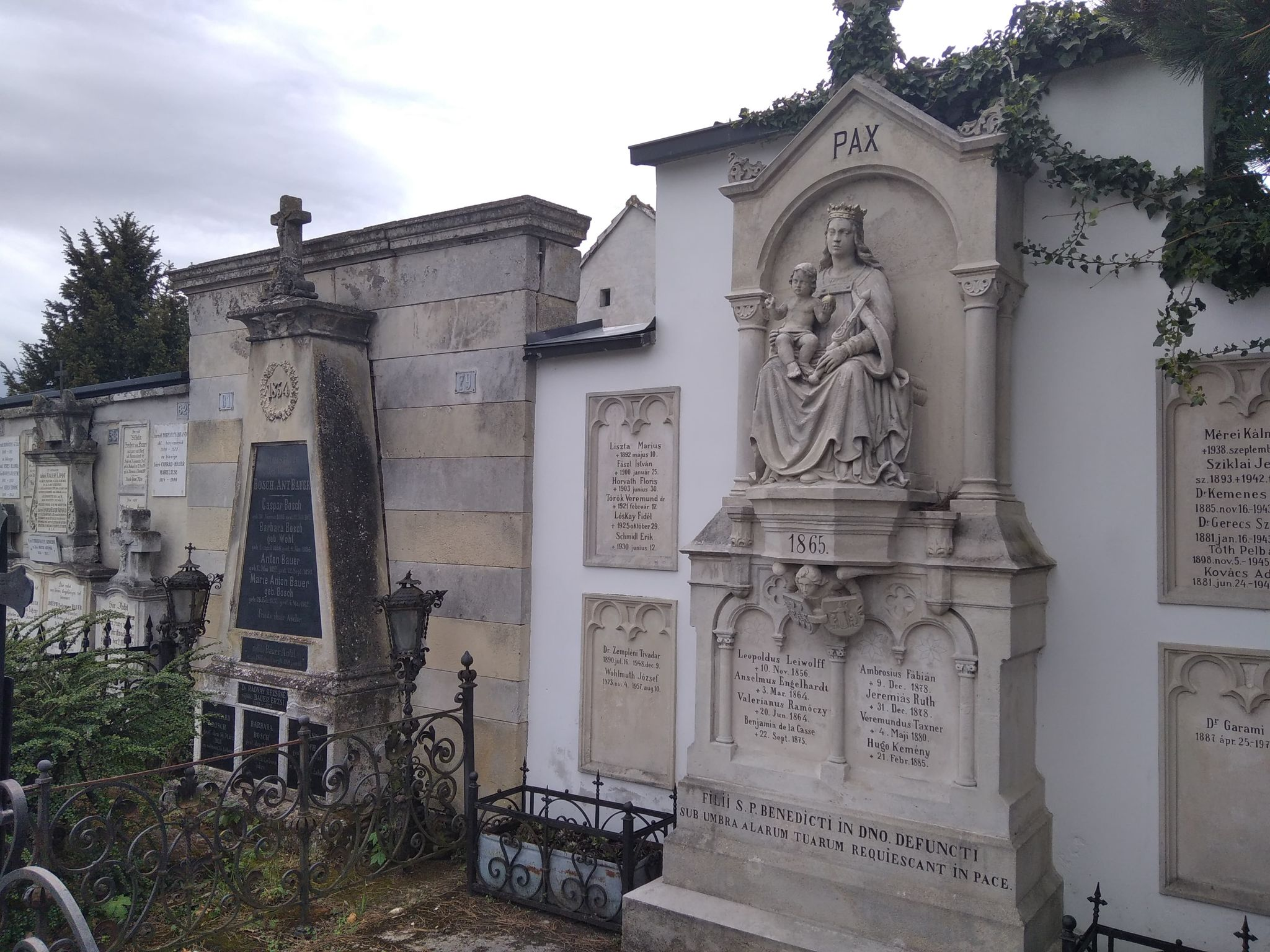
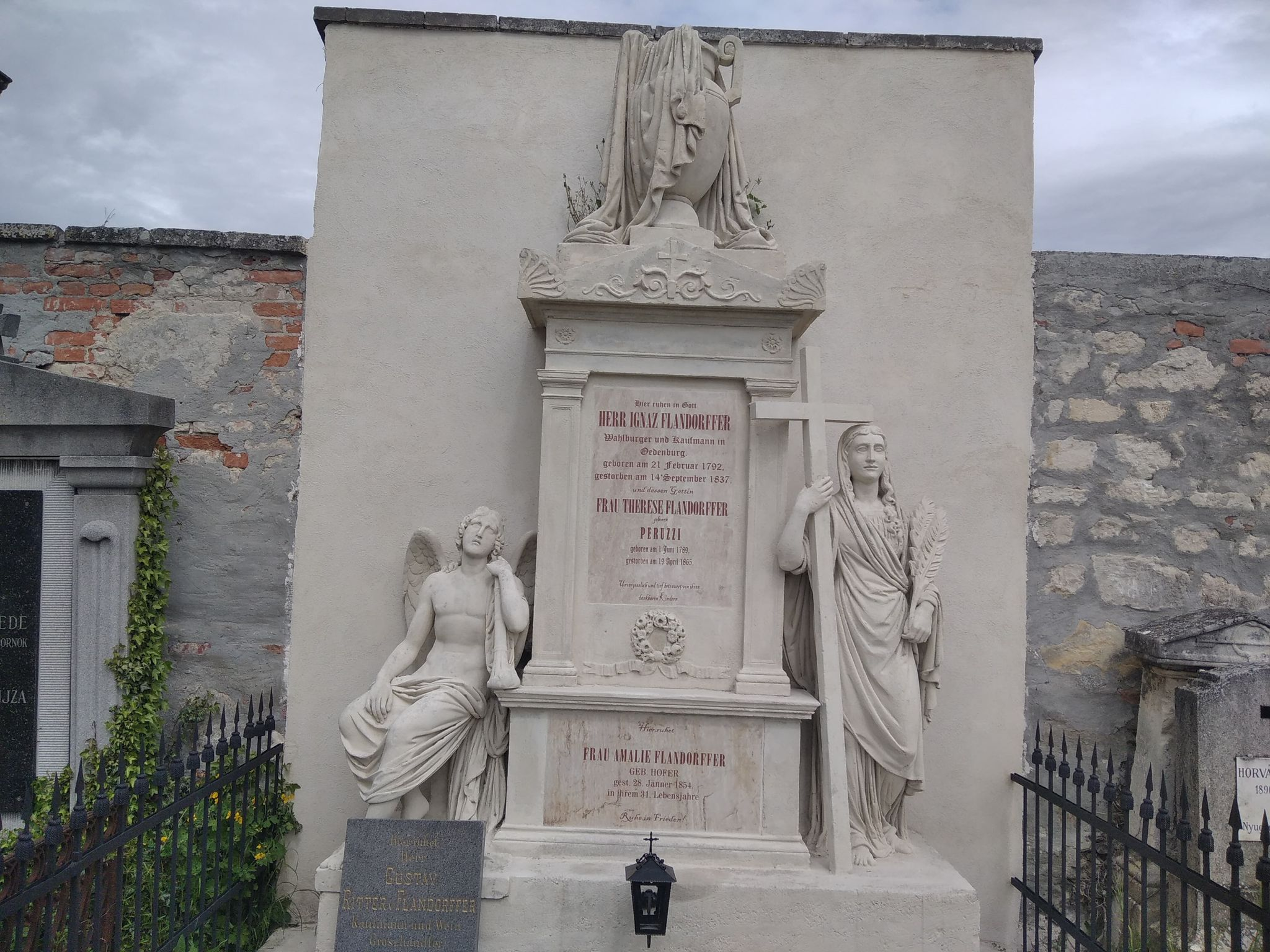
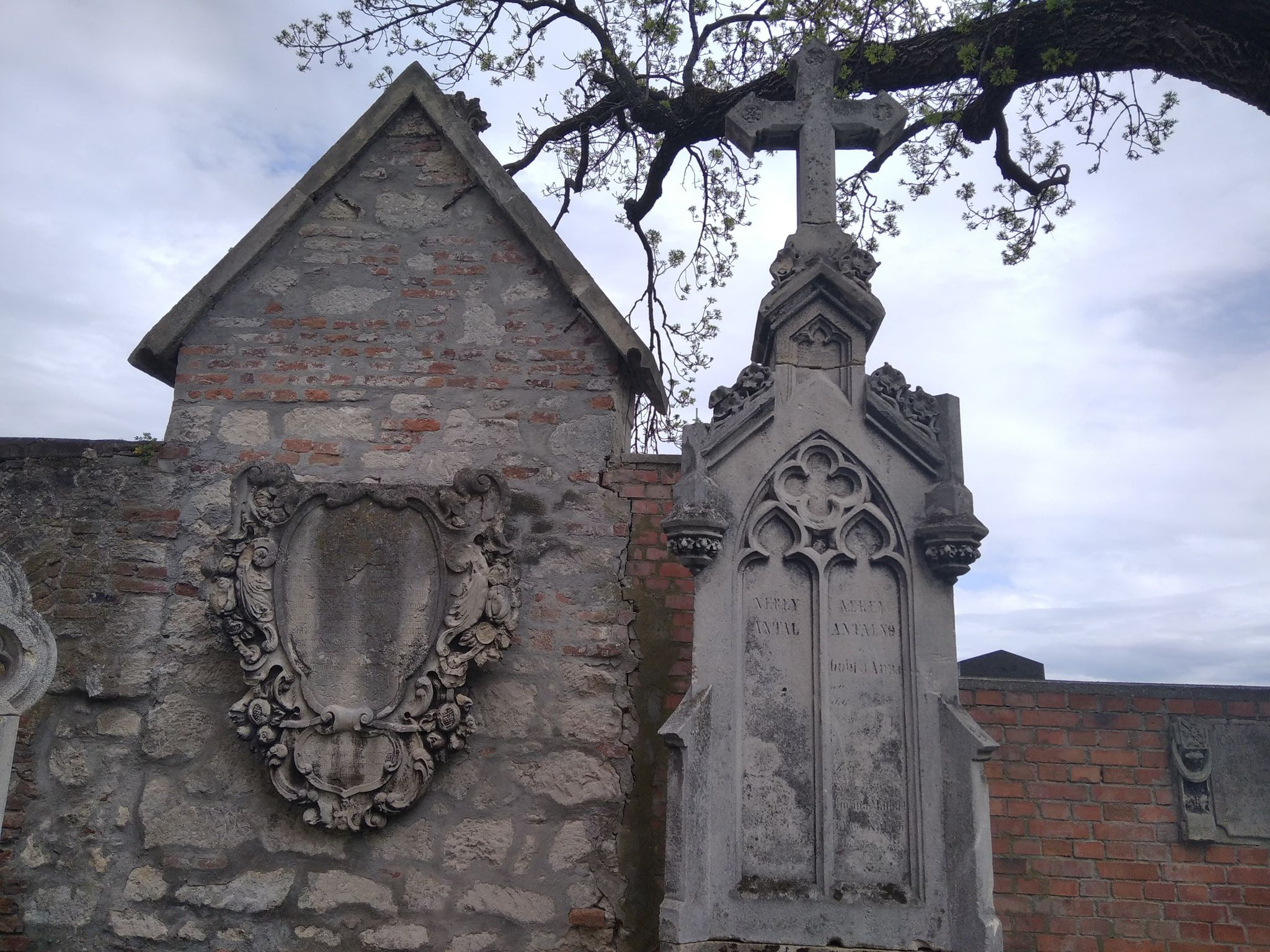
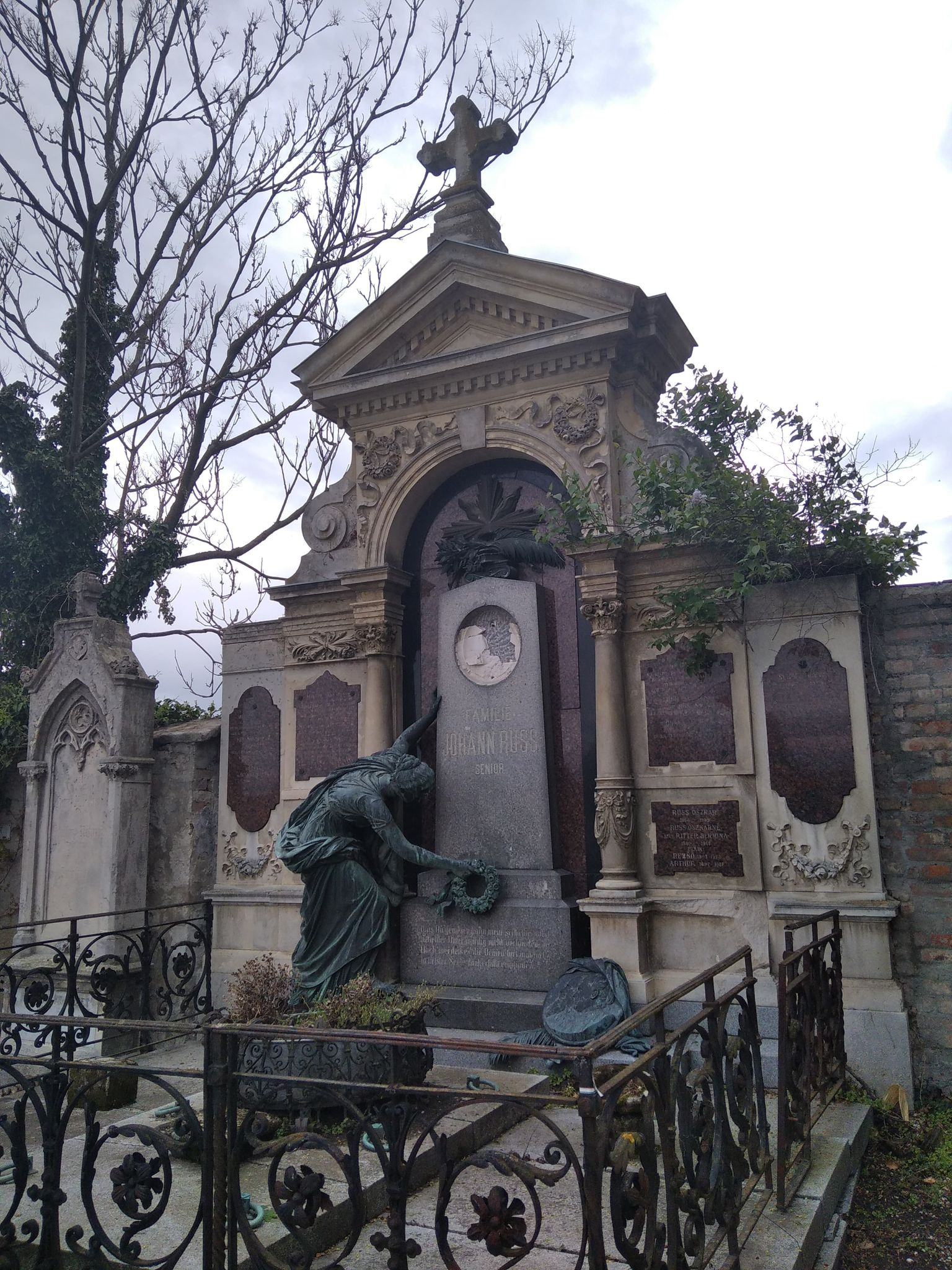
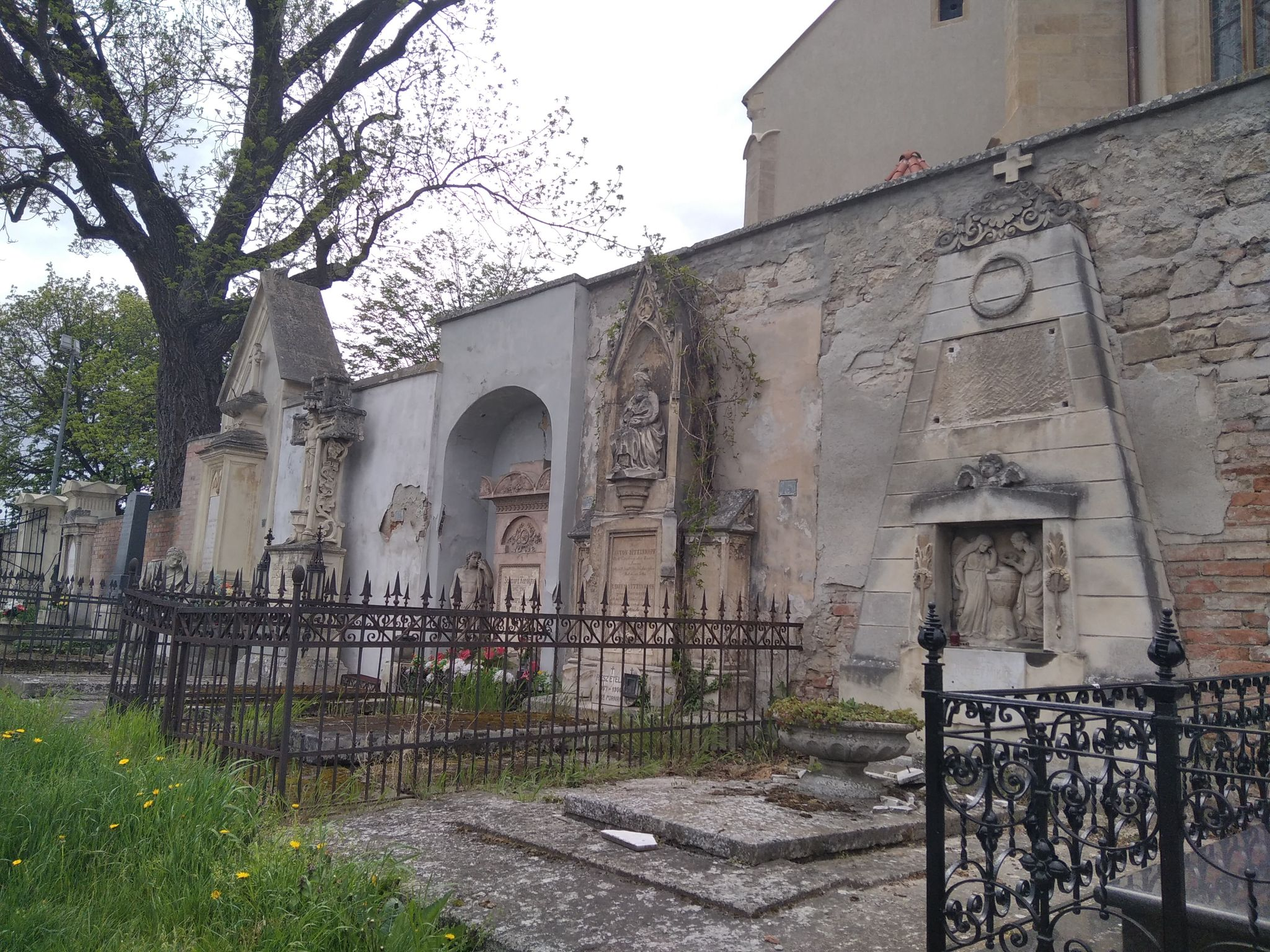
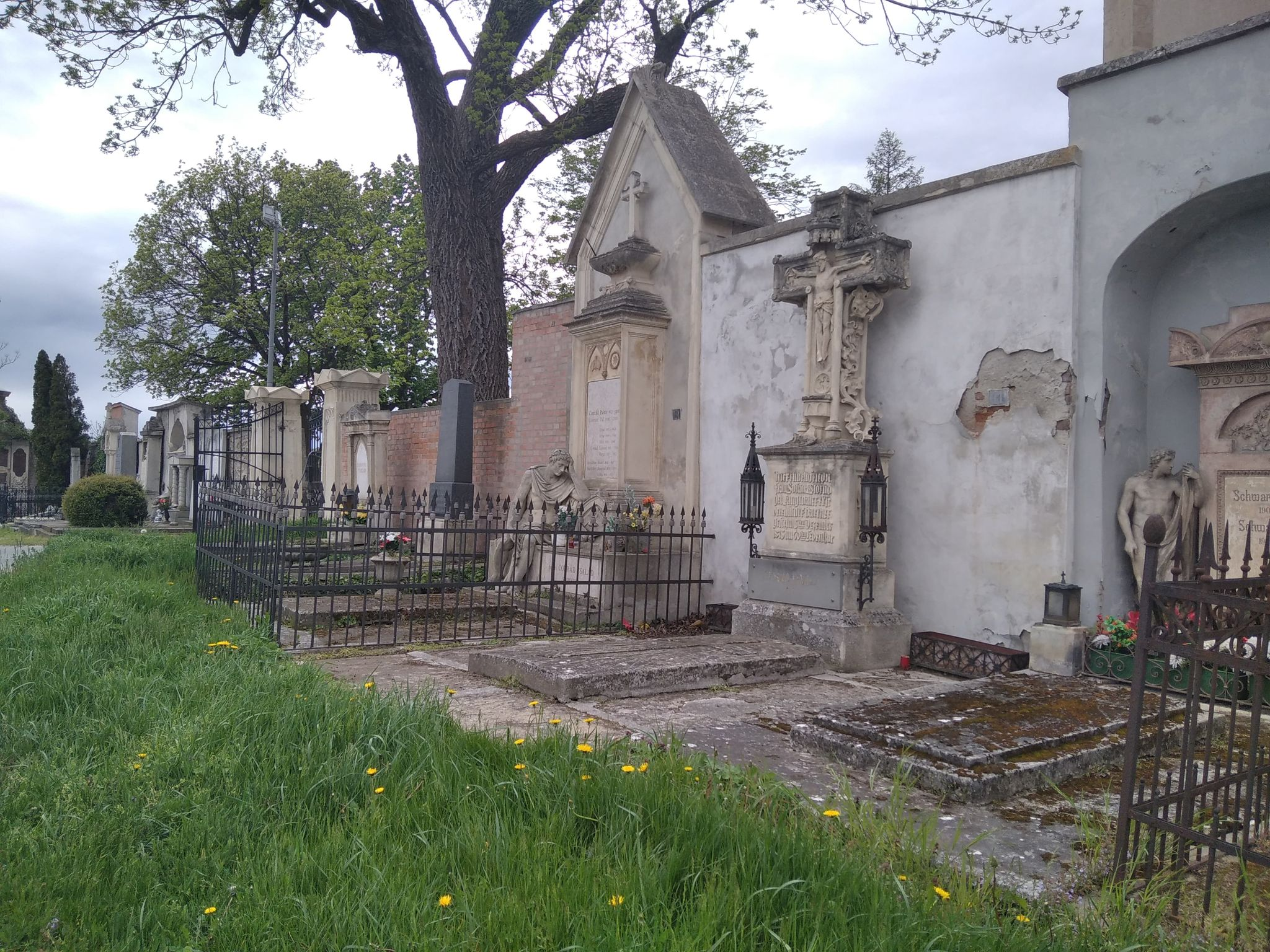
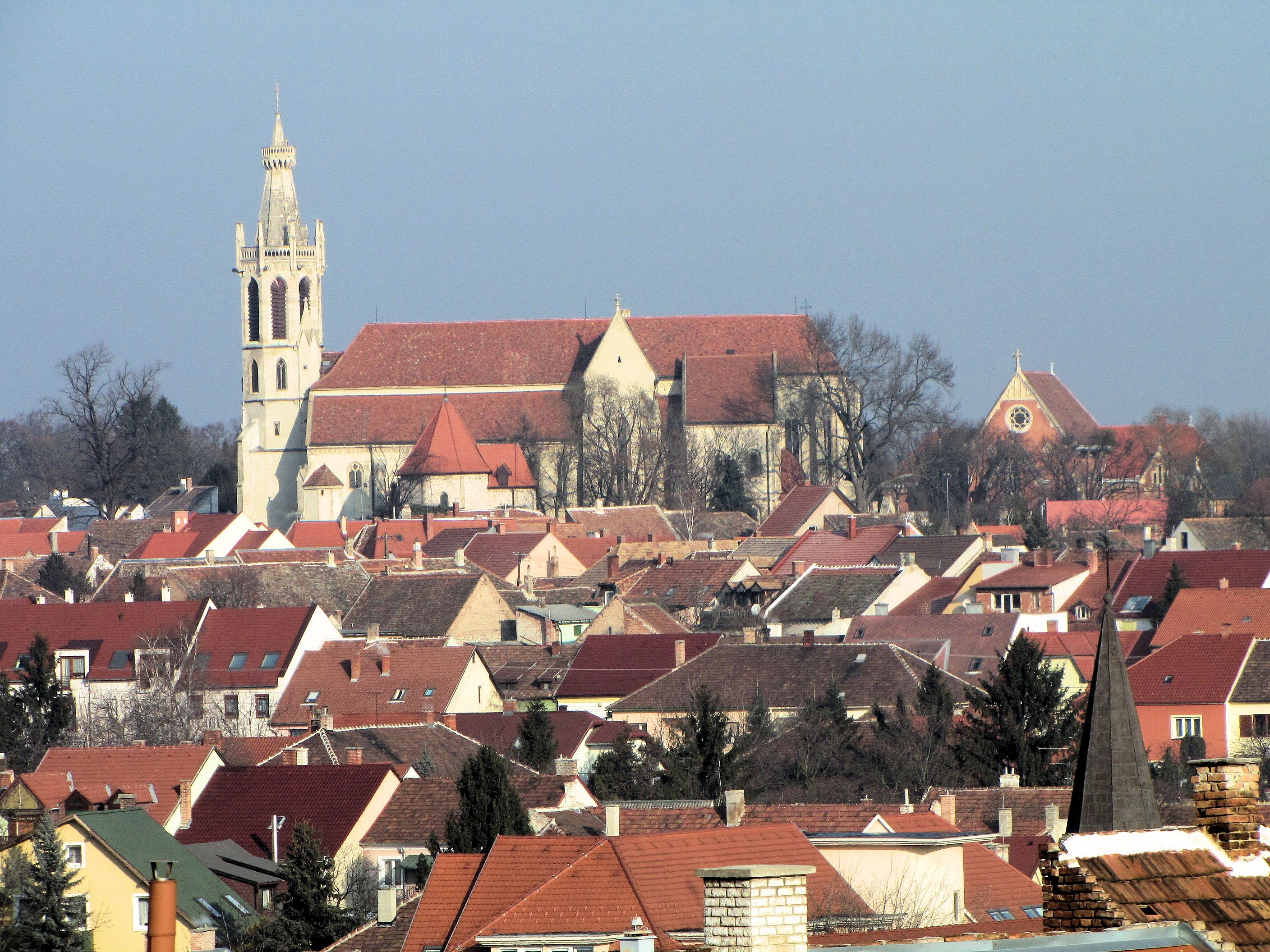
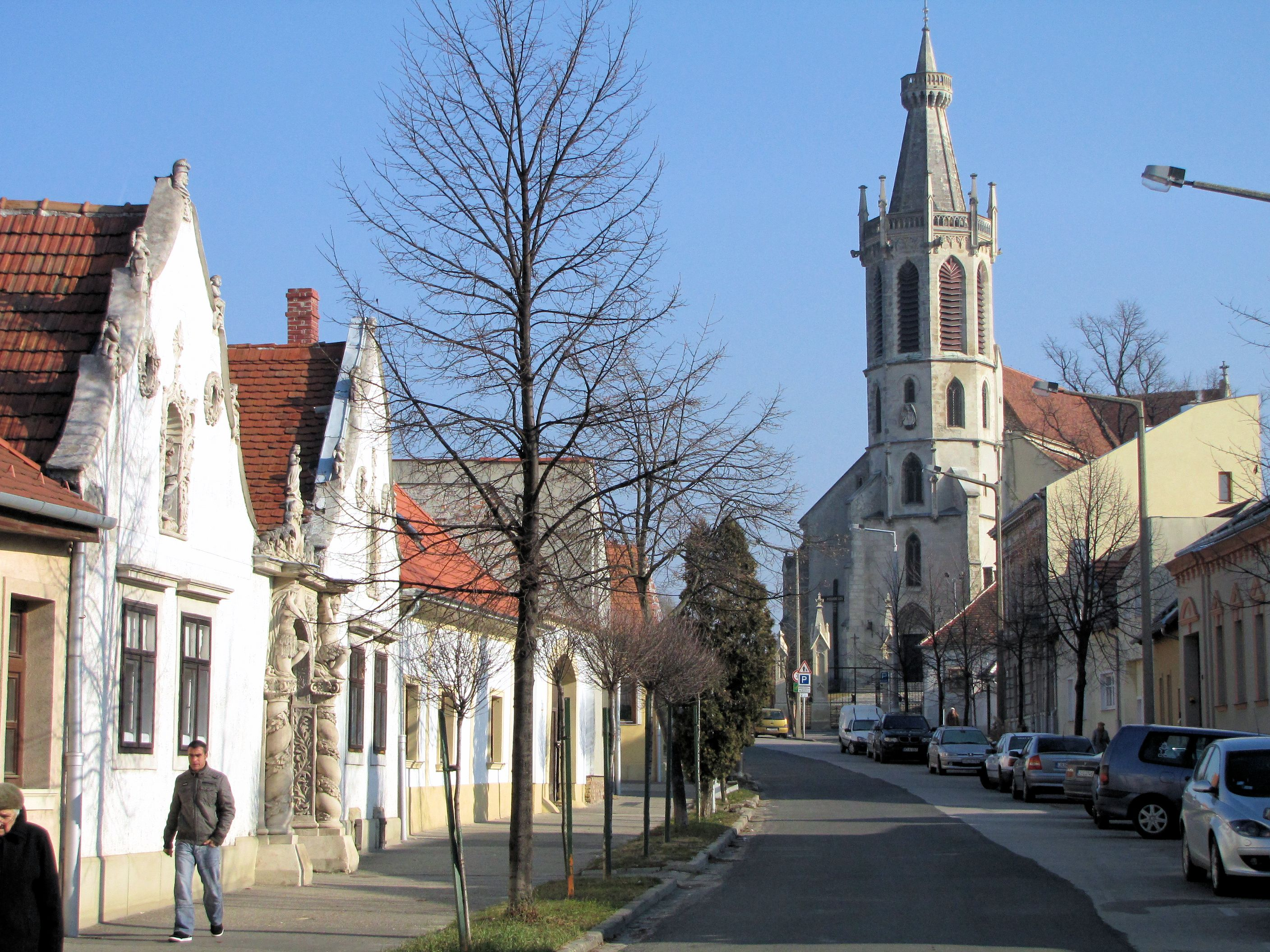
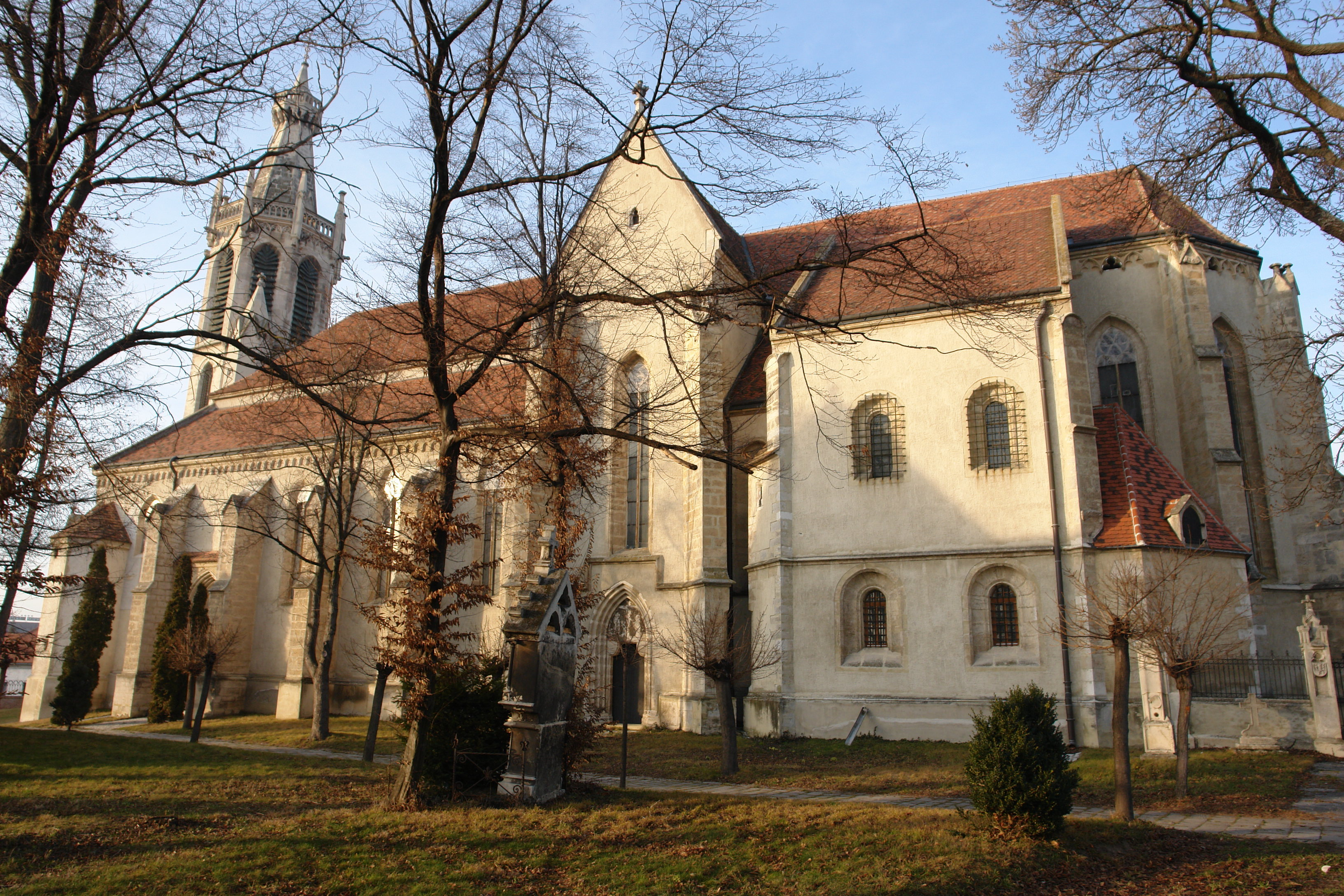
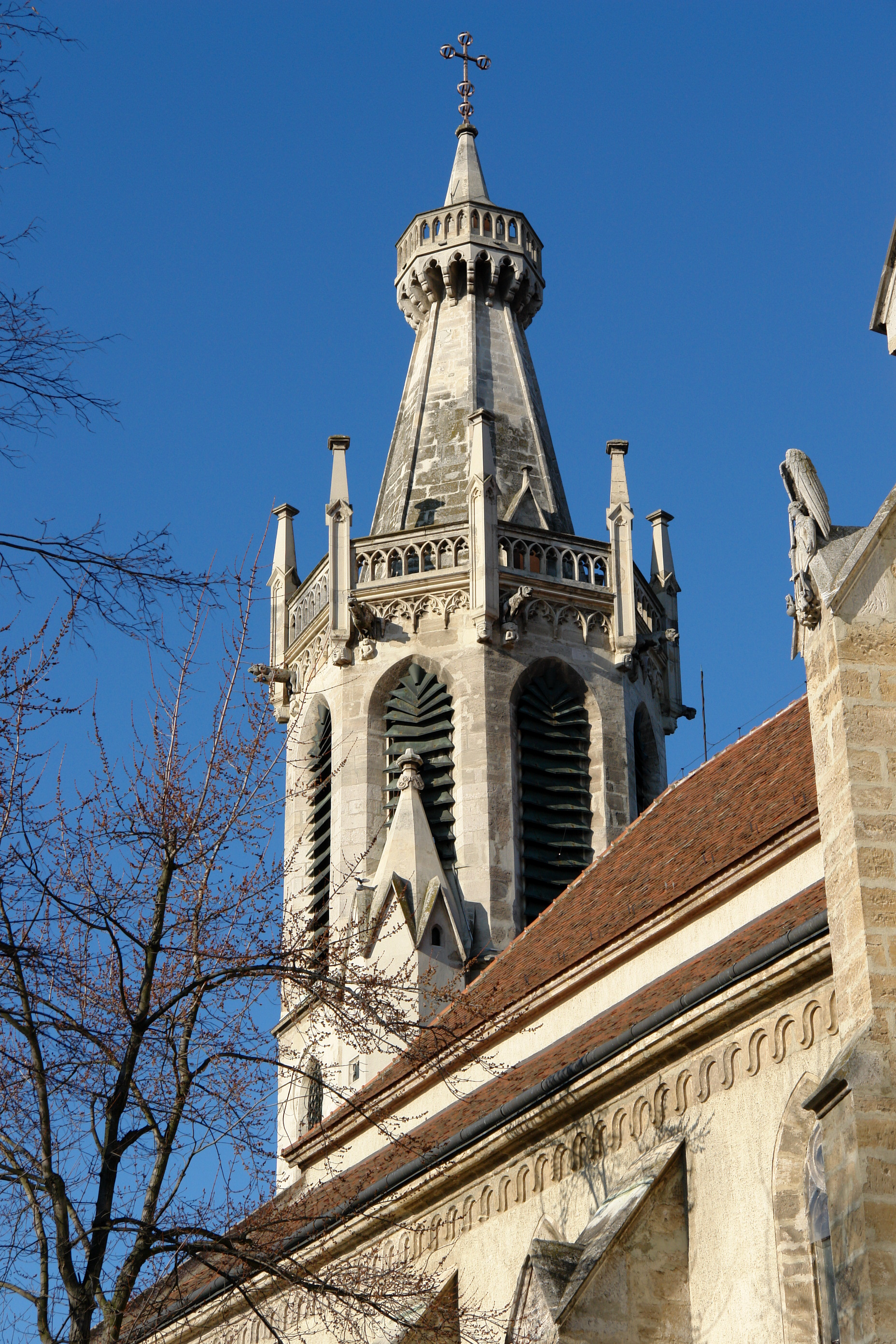